# Mondia whitei
Espèce
Mondia whitei est une espèce de plante grimpante, herbacée, ligneuse et vivace appartenant à la famille des Apocynaceae. 
Comme la plupart des membres de cette famille, il présente un latex laiteux. Deux espèces de Mondia sont reconnues, l'autre étant Mondia ecornuta. 
Connu dans certaines localités sous le nom de « gondolosi », au Kenya, il est connu sous le nom de « mukombero », et le porte-greffe est souvent récolté à des fins médicinales.

## Étymologie
Mondia vient du mot zoulou désignant la plante: « umondi ». L'épithète d'espèce commémore AS White, un fermier sud-africain, qui a envoyé des spécimens à Kew à John Croumbie Brown, botaniste colonial au Cap, qui les a envoyés à Joseph Dalton Hooker, qui décrivit l'espèce.

## Distribution et habitat
M. whitei croît à des altitudes de 1000 à 1500 m dans les forêts humides, et même dans les prairies marécageuses, à travers l'Afrique subsaharienne; il est signalé en Guinée, au Bénin, au Nigeria, au Cameroun, au Soudan, en Ouganda, au Kenya, en Tanzanie, au Zimbabwe, au Malawi, au Mozambique, en Afrique du Sud, au Swaziland et en Angola. 
Au Kenya, ses racines sont fortement ramassées, ce qui tue souvent la plante. Certaines initiatives propagent l'espèce pour répondre à la demande commerciale et tentent de rétablir l'espèce dans son milieu naturel.
Les tiges plus anciennes devenant ligneuses, il pousse à partir d'un porte-greffe tubéreux qui a un goût de gingembre (il est parfois appelé « gingembre blanc ») ou de réglisse et un arôme rappelant la vanille. 
Les feuilles opposées sont grandes (100–300 x 50–150 mm) avec une base cordée et 30–55 pétioles de mm de long qui, avec les nervures de la face inférieure, sont souvent rouge-violet. 
Les fausses stipules sont grandes et fimbriacées. L'inflorescence est axillaire et ramifiée; la floraison est de courte durée: 3–4 jours. 
Les pétales sont violet rougeâtre, ± 14 mm de long et avec un bord vert. Les fleurs sont exceptionnellement grandes pour la sous-famille des Periplocoideae et ont un parfum fruité malodorant qui se développe au fil de la journée. 
Les gros fruits ou follicules appariés (75–100 x 44 mm) sont semi-ligneuses avec une surface veloutée.

## Galerie

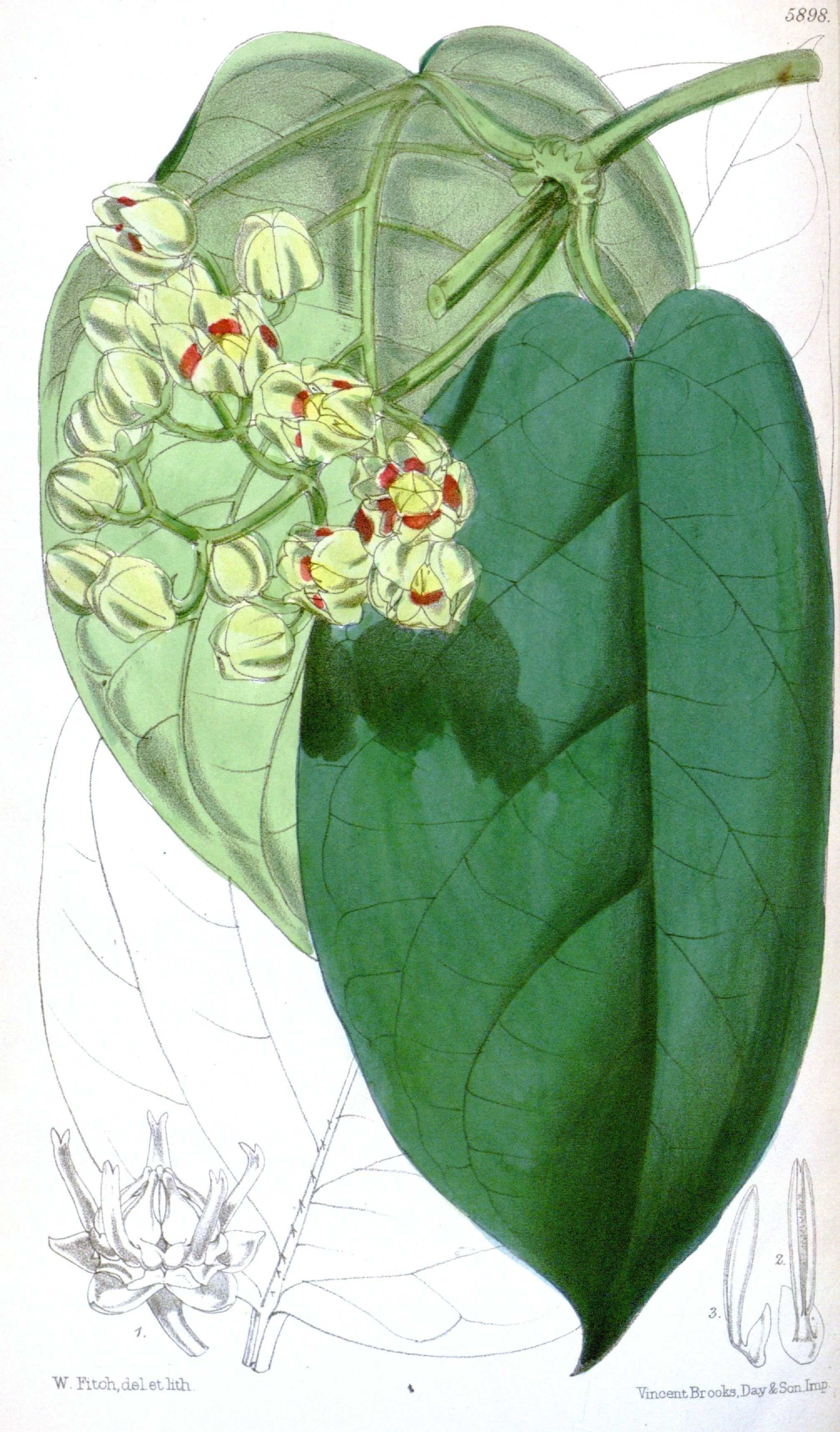
M.whitei, par Walter Hood Fitch (1817 – 1892);
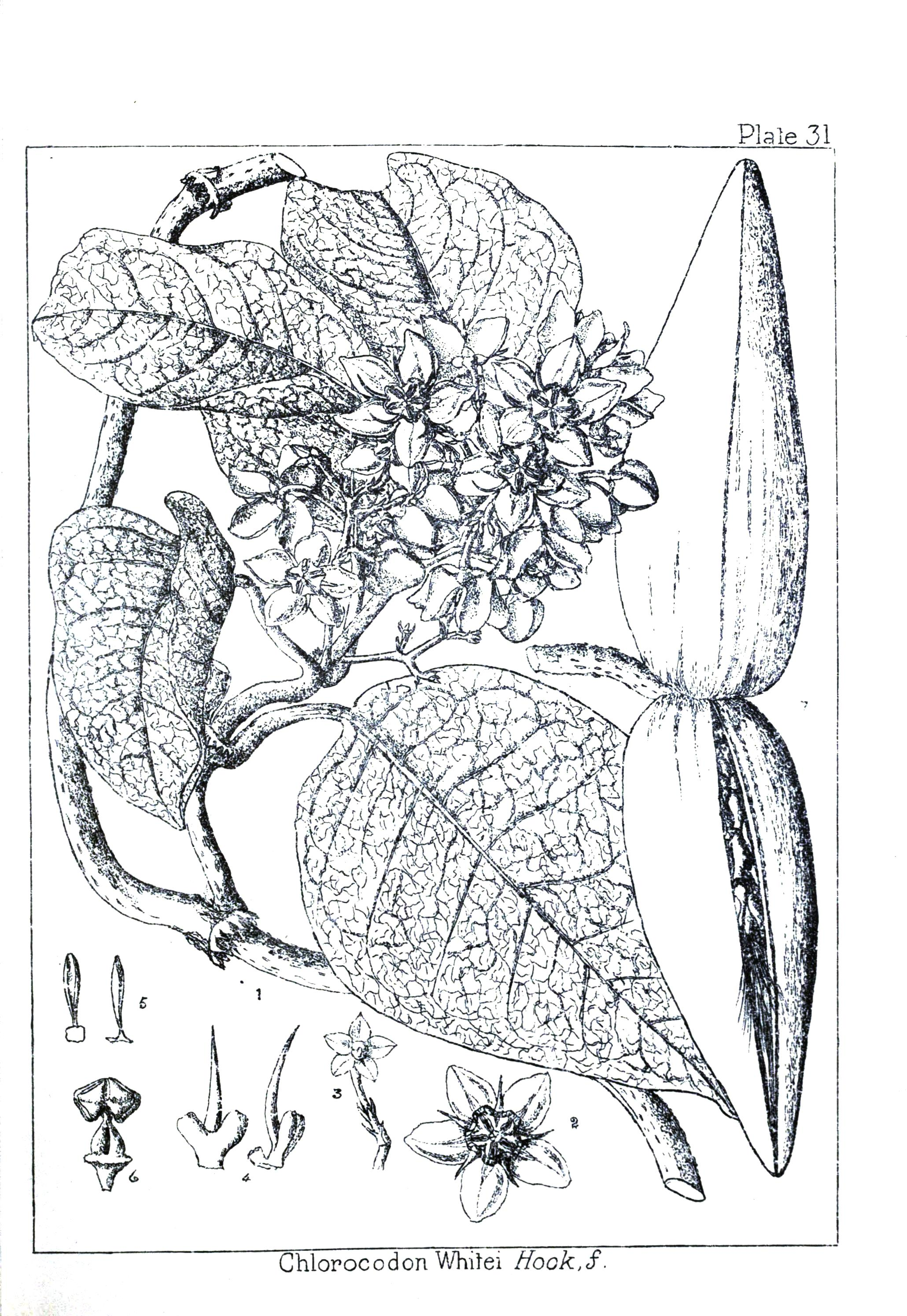
Dessin des différentes parties de la plante, par John Medley Wood (1827 -1915);
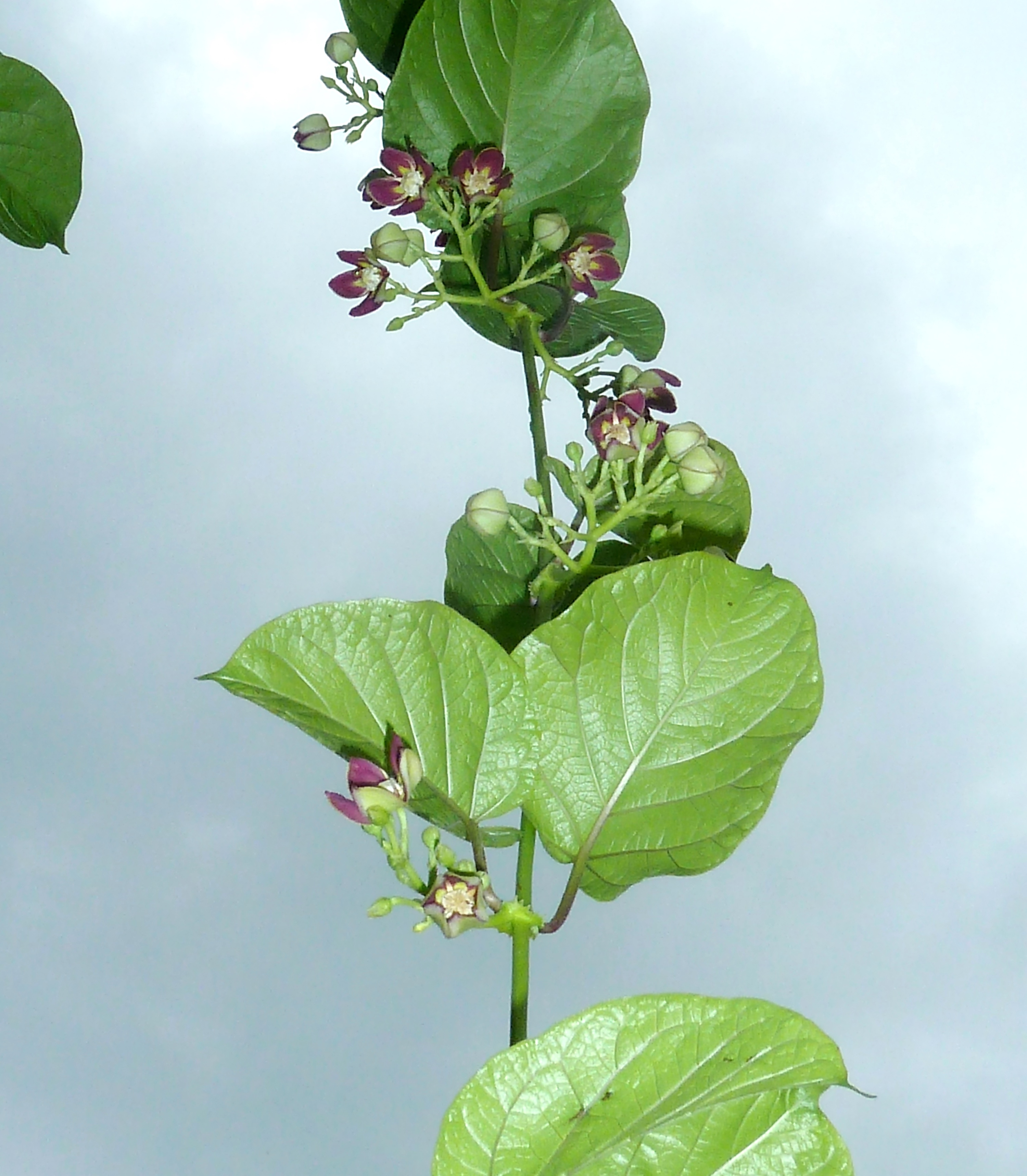
Tige de Mondia whitei au Jardin botanique Manie van der Schijff de Pretoria, Afrique du Sud (2016);
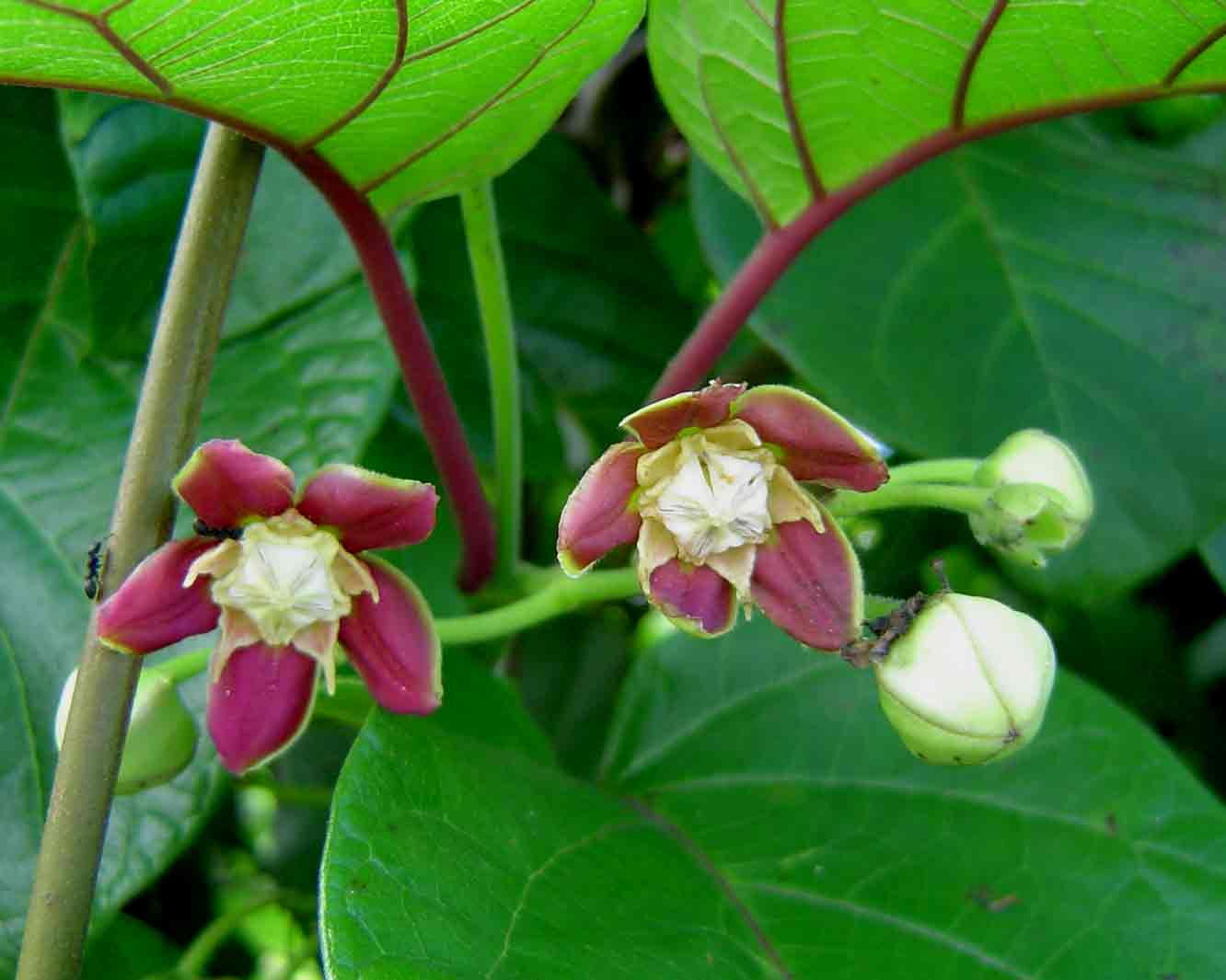
Floraison, dans la réserve Leopard Rock Game, Vumba, Zimbabwe;
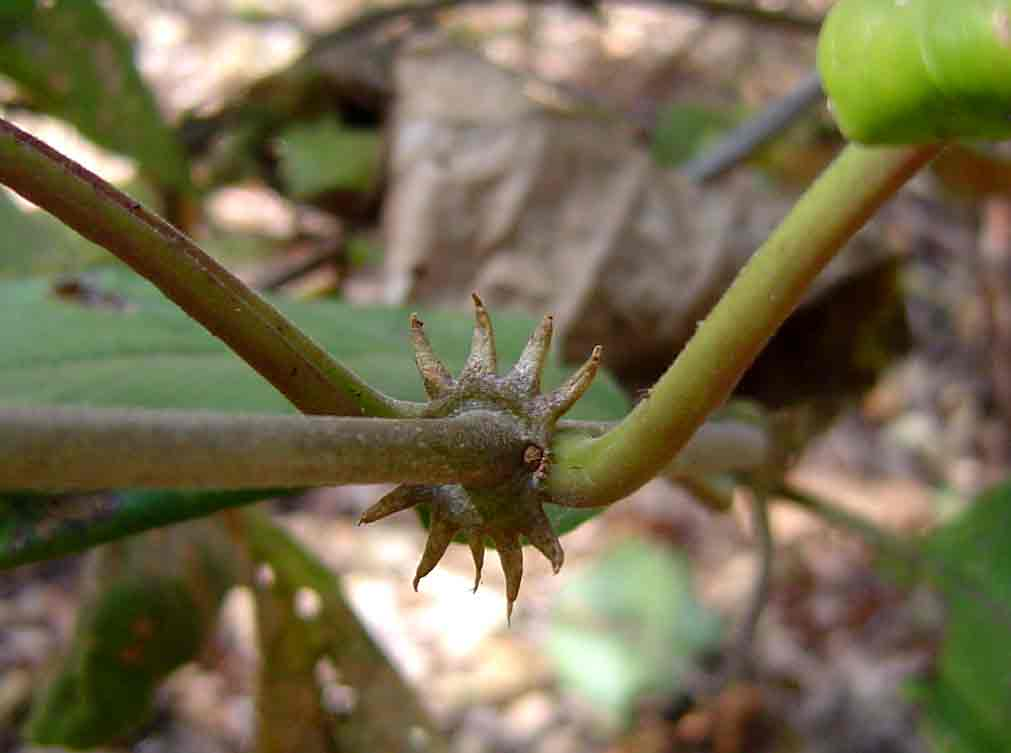
Division de la tige (et du faisceau cribro-vasculaire);
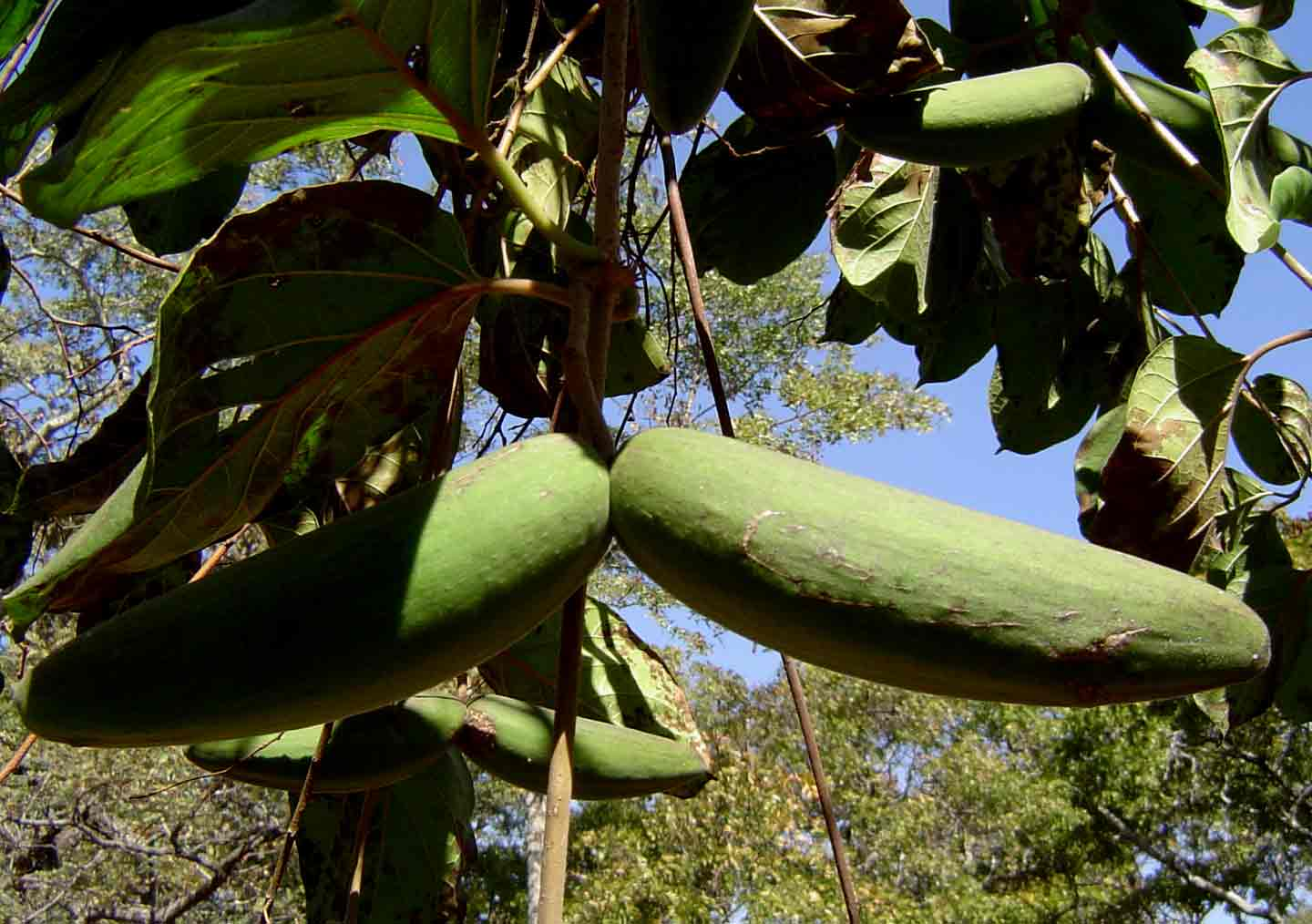
Fruits de Mondia whitei, dans la Réserve Open Miombo Woodland, Cleveland Dam, Zimbabwe.

## Utilisation
Traditionnellement, Mondia whitei est utilisé en médecine dans l'ensemble de son aire de répartition. 
Les racines et l’enveloppe de la racine ont une odeur prononcée de vanille et un goût de réglisse et de gingembre. 
Ces racines sont très appréciées comme aphrodisiaque dans toute l'Afrique et même au delà (traitement des pannes sexuelles, prévention de l’éjaculation précoce et augmentation de la production de sperme). Habituellement les racines fraîches ou séchées ou l’écorce de racine se mastiquent pour obtenir ces effets. 
La décoction ou l’infusion de racine ou d’écorce de racine est utilisée pour traiter des affections gastro-intestinales, maux d’estomac et indigestions, ainsi que pour ses vertus fortifiantes et apéritives.
Au Bénin, on prend un extrait de la plante contre le paludisme. 
Au Cameroun, on presse les feuilles dans de l’eau et le produit de la filtration se boit pour arrêter les grosses hémorragies post-partum. La décoction de racine se prend pour traiter les infections urinaires, la jaunisse et les maux de tête. 
En République démocratique du Congo, elle sert à traiter l’asthme chez les enfants grâce à sa poudre d’écorce (avec du poisson ou des cacahuètes) ou en déposant des inflorescences écrasées sur des braises dont on inhale la fumée. 
Au Kenya, on fait des décoctions de racine pour purger l'organisme et pour soulager les algies corporelles. On confère aussi  à la plante des vertus stimulantes pour l’utérus, notamment pour déclencher les contractions avant un accouchement, ainsi que pour sa fortification après l’accouchement. Au Kenya, en Tanzanie et au Malawi, l’eau dans laquelle les racines sont agitées et mises à macérer se prend comme diurétique, pour traiter la gonorrhée, ainsi que les crises nerveuses chez l'enfant. 
En Afrique du Sud, les racines sont mastiquées pour réduire le stress et la tension chez l'adulte. 
En Ouganda, une décoction des feuilles se boit pour arrêter les vomissements. On prépare aussi du thé à la poudre de racine pour traiter les douleurs abdominales. 
Au Malawi, les racines se préparent aussi en décoction pour traiter la paralysie et les crises d’épilepsie. 
En Afrique australe, la racine se mastique car on lui attribue des vertus tonifiantes. Elle s'y boit également en infusion ou en décoction pour traiter l’aérophagie ainsi que la dépression. On peut boire de la tisane de racine pour traiter la toux, la bronchite et les douleurs thoraciques, et comme expectorant.  
La graine y est aussi utilisée traditionnellement pour fabriquer du poison pour les flèches.
Au Zimbabwe, on consomme de la bouillie à la poudre de racine pour traiter la schistosomose. La poudre se prend en outre dans le thé pour traiter les douleurs abdominales. L’infusion (de racines) se prend pour traiter la constipation, l’anorexie et aussi la schistosomose.
En Centrafrique, les graines servent de substitut à celles de Strophanthus dans la préparation de poisons pour flèches. À noter que le latex de Mondia whitei s’ajoute également aux poisons de flèche préparés avec Strophanthus.
Au Nigeria et en Ouganda, c'est manifestement l'arôme légèrement vanillée qui est appréciée, car on peut ajouter de la poudre de feuilles séchées aux aliments pour les relever. 
Au Gabon, les racines séchées réduites en poudre entrent dans des préparations magico-religieuses en raison de leur parfum.
En Afrique centrale et en Afrique de l’Est, la plante (fruits, feuilles) est consommée en remplacement de légumes: en faisant cuire les feuilles fraîches ou séchées – parfois avec du beurre d’arachide. 
Les fruits sont aussi consommés au Soudan.
En Afrique de l’Ouest, on fabrique une boisson tonifiante pour les mariages à partir de la racine. 
En Guinée, M. whitei est aussi planté pour renforcer certains enclos et la tige séchée permet de produire des cordages résistants et du fil fin.
Il est encore incertain si différents tropismes existent au sein de cette espèce, selon les pays ou régions géographiques et quels seraient leurs niveaux d'efficacité propres. Néanmoins, une différentiation des qualités gustatives voire médicinales semble suggérée par plusieurs études (voir la section « Recherche » ci-après).

### Recherche
Depuis les années 2000, de nombreuses publications scientifiques ont montré des résultats très encourageants dans de multiples utilisations médicales ou parapharmaceutiques; ces résultats viennent souvent confirmer les utilisations traditionnelles faites par les autochtones depuis des centaines d'années.
En 2007, une étude camerounaise met en avant des caractéristiques aphrodisiaques chez le rat.
En 2016, un étude de Aremu et al. suggère des effets antimicrobien, antiinflammatoire, antiparasitaire, ainsi que nutritionnels.
En 2018, une étude rwandaise met en avant les qualités nutritionnelles de l'ensemble de la plante, mais particulièrement de ses racines.
En 2019, un étude conjointe de plusieurs professeurs d'université et d'instituts techniques du Bénin met au jour des capacités bio-aromatiques de la racine de M. whitei.

## Publication originale
- H.C. Skeels, 1911. Bull. Bur. Pl. Industr. U.S.D.A. 223, 45.